# Susanne Hiller
Susanne Hiller (* 1979 in Hamburg) ist eine deutsche Bühnen- und Kostümbildnerin.

## Leben
Hiller studierte ab 2001 sie Bühnen- und Kostümbild an der Hochschule für Gestaltung Offenbach am Main und an der Hochschule für Gestaltung und Kunst Zürich, dass sie 2006 mit Auszeichnung abschloss. Im gleichen Jahr wurde sie mit dem Nachwuchsbühnenbildpreis „Offenbacher Löwe“ für ihr Diplomprojekt BLACK BOX, Theater für acht ferngesteuerte Roboter prämiert.
Sie arbeitete ab 2007 nebenbei bei Johannes Schütz am Schauspielhaus Zürich und am Deutschen Theater Berlin als Assistentin und als freie Bühnen- und Kostümbildnerin, u. a. an der Deutschen Oper Berlin, am Ballhaus Naunynstrasse Berlin, am Schauspiel Frankfurt, am Schauspielhaus Wien, am Landestheater Linz, am Staatstheater Stuttgart, am Badischen Staatstheater Karlsruhe und am Theater Ingolstadt.
Am Theater Augsburg war sie für das Bühnenbild für Brechts Herr Puntila und sein Knecht Matti, Der kleine Vampir, Die Räuber, Israel, mon amour, Verrücktes Blut und mehrere jtt-Aufführungen verantwortlich.
Zudem entwarf sie die Kostüme für Der Kirschgarten, Die Ermittlung und Die schmutzigen Hände.